# 1471

## أحداث
- تأسيس مدينة شفشاون وتقع حاليا في المغرب.
- تأسيس الدولة الوطاسية بالمغرب

## مواليد
- آلبرخت دورر رسام ألماني
- أرنولد فون هارف
- ريتشارد بارتلوت
- غيورغ، دوق ساكسونيا سياسي ألماني
- كريشنادفاريا

## وفيات
- عبد العزيز الوفائي
- توما الكمبيسي
- 21 مايو - هنري السادس ملك إنكلترا قتل بالسجن (ولد 1421).